# Figueira Champions Classic 2025
De derde editie van de wielerwedstrijd Figueira Champions Classic vond plaats op 16 februari 2025. De wedstrijd startte in Figueira da Foz en finishte daar ruim 192 kilometer later ook weer. De wedstrijd maakte deel uit van de UCI ProSeries, met de categorie 1.Pro. De Portugees António Morgado won de wedstrijd na een solo van ruim twintig kilometer met nog 5 seconden voorsprong op de achtervolgende groep.

## Deelname
Er namen tien UCI World Tour-ploegen, vier UCI ProTeams en negen UCI Continental team deel.
| WorldTour | ProTeam                                                                            | Continentaal |
| --- | ---------------------------------------------------------------------------------- | --- |
| Alpecin-Deceuninck Cofidis EF Education-EasyPost INEOS Grenadiers Intermarché-Wanty Lidl-Trek Movistar Team Soudal-Quick Step Team Picnic PostNL UAE Team Emirates-XRG | Caja Rural-Seguros RGA Equipo Kern Pharma Euskaltel-Euskadi Tudor Pro Cycling Team | Anicolor / Tien 21 APHotels & Resorts/Tavira/SC Farense Aviludo-Louletano-Loulé Credibom/LA Alumínios/Marcos Car Efapel Cycling Feirense-Beeceler GI Group Holding-Simoldes-UDO Rádio Popular-Paredes-Boavista Tavfer-Ovos Matinados-Mortágua |

## Uitslag
| Plaats  | Naam               | Ploeg                  | Tijd     |
| ------- | ------------------ | ---------------------- | -------- |
| Winnaar | António Morgado    | UAE Team Emirates-XRG  | 4u35'47" |
| 2       | Paul Magnier       | Soudal Quick-Step      | + 0'05"  |
| 3       | Mathias Vacek      | Soudal Quick-Step      | z.t.     |
| 4       | Samuel Watson      | INEOS Grenadiers       | z.t.     |
| 5       | Rui Costa          | EF Education-EasyPost  | z.t.     |
| 6       | Biniam Girmay      | Intermarché-Wanty      | z.t.     |
| 7       | Quinten Hermans    | Alpecin-Deceuninck     | z.t.     |
| 8       | Julian Alaphilippe | Tudor Pro Cycling Team | z.t.     |
| 9       | Rúben Guerreiro    | Movistar Team          | z.t.     |
| 10      | Lorenzo Rota       | Intermarché-Wanty      | z.t.     |
| 11      | Unai Iribar        | Equipo Kern Pharma     | z.t.     |
| 12      | Romain Bardet      | Team Picnic PostNL     | z.t.     |
| 13      | Dylan Teuns        | Cofidis                | z.t.     |
| 14      | Jan Christen       | UAE Team Emirates-XRG  | z.t.     |
| 15      | Jon Agirre         | Euskaltel-Euskadi      | z.t.     |
| 16      | João Almeida       | UAE Team Emirates-XRG  | z.t.     |
| 17      | Jorge Gutiérrez    | Equipo Kern Pharma     | z.t.     |
| 18      | Urko Berrade       | Equipo Kern Pharma     | z.t.     |
| 19      | Txomin Juaristi    | Euskaltel-Euskadi      | z.t.     |
| 20      | Kasper Asgreen     | EF Education-EasyPost  | z.t.     |
|         |                    |                        |          |
| 21      | Sam Oomen          | Lidl-Trek              | + 0'10"  |

2023 · 2024 · 2025
Ronde van Valencia ·
Ronde van Oman ·
Clásica de Almería ·
Figueira Champions Classic ·
Ronde van de Algarve ·
Ruta del Sol ·
Ardèche Classic ·
Drôme Classic ·
Kuurne-Brussel-Kuurne ·
Trofeo Laigueglia ·
Nokere Koerse ·
Milaan-Turijn ·
GP Denain ·
Bredene Koksijde Classic ·
Grote Prijs Miguel Indurain ·
Ronde van Hainan ·
Scheldeprijs ·
Brabantse Pijl ·
Ronde van de Alpen ·
Ronde van Turkije ·
Grote Prijs van Plumelec ·
Tro Bro Léon ·
Klassiek Duinkerke-GP van de Hauts-de-France ·
Vierdaagse van Duinkerke ·
Ronde van Hongarije ·
Veenendaal-Veenendaal ·
Antwerp Port Epic ·
Boucles de la Mayenne ·
Ronde van Noorwegen ·
Ronde van Slovenië ·
Brussels Cycling Classic ·
Dwars door het Hageland ·
Mont Ventoux Dénivelé Challenge ·
Ronde van België ·
Ronde van het Qinghaimeer ·
Ronde van Wallonië ·
Ronde van Burgos ·
Arctic Race of Norway ·
Ronde van Denemarken ·
Circuit Franco-Belge ·
Ronde van Duitsland ·
Ronde van Groot-Brittannië ·
Maryland Cycling Classic ·
GP Industria & Artigianato-Larciano ·
Coppa Sabatini ·
Grote Prijs van Fourmies ·
Grote Prijs van Wallonië ·
Ronde van Luxemburg ·
Super 8 Classic ·
Ronde van Langkawi ·
Ronde van het Münsterland ·
Ronde van Emilia ·
Coppa Bernocchi ·
Ronde van de Drie Valleien ·
Ronde van Piemonte ·
Ronde van het Taihu-meer ·
Parijs-Tours ·
Ronde van Veneto ·
Japan Cup ·
Veneto Classic